# Kabinett Biden
Das Kabinett Biden bestand aus den Ministern des 46. Präsidenten der Vereinigten Staaten, Joe Biden, sowie aus weiteren Amtsträgern der Exekutive, die Kabinettsrang innehatten.
Bis zur Bestätigung der neuen Regierungsmitglieder durch den Senat und deren Vereidigung wurden die Ministerien zwischenzeitlich von hohen Regierungsbeamten oder Politikern kommissarisch geführt, die durch Präsident Biden ernannt wurden.
Das Kabinett unter Joe Biden hatte in der ersten Hälfte seiner Amtszeit in beiden Kammern des US-Kongresses eine knappe Mehrheit. Im Senat war diese nur durch 2 unabhängige Senatoren, die mit den 48 Demokraten stimmen, sowie seine Vizepräsidentin Kamala Harris gewährleistet, die als Vorsitzende des Senats bei einem 50:50 die entscheidende Stimme abgeben konnte. Bei den darauffolgenden Midterms konnten sie die Mehrheit im Senat halten und nach einer Stichwahl in Georgia sogar noch ausbauen. Gleichzeitig verloren die Demokraten allerdings ihre Mehrheit im Repräsentantenhaus knapp an die Republikaner.

## Mehrheit im Kongress
| Präsident                         | Präsident     | Kongress | Haus           | Haus           | Senat | Senat              | Gesamt | Gesamt             |
| --------------------------------- | ------------- | -------- | -------------- | -------------- | ----- | ------------------ | ------ | ------------------ |
|                                   | Joe Biden (D) | 117.     |                | 222/435 (51 %) |       | 50/100 (50 %)      |        | Unified government |
| 118.                              | Joe Biden (D) |          | 213/435 (49 %) | 51/100 (51 %)  |       | Divided government |        |                    |
| Quelle: Repräsentantenhaus, Senat |               |          |                |                |       |                    |        |                    |

## Das Kabinett
| Ressort / Amt                                                                               | Amtsinhaber             | Partei | Partei       | Zeitraum                                        | Bild                    |
| ------------------------------------------------------------------------------------------- | ----------------------- | ------ | ------------ | ----------------------------------------------- | ----------------------- |
| Präsident                                                                                   | Joe Biden               |        | Demokrat (D) | 20. Januar 2021 bis 20. Januar 2025             | Joe Biden               |
| Vizepräsidentin                                                                             | Kamala Harris           |        | D            | 20. Januar 2021 bis 20. Januar 2025             | Kamala Harris           |
| Ministerämter                                                                               |                         |        |              |                                                 |                         |
| Außenminister                                                                               | Antony Blinken          |        | D            | 26. Januar 2021 bis 20. Januar 2025             | Tony Blinken            |
| Finanzministerin                                                                            | Janet Yellen            |        | D            | 25. Januar 2021 bis 20. Januar 2025             | Janet Yellen            |
| Verteidigungsminister                                                                       | Lloyd Austin            |        | Parteilos    | 22. Januar 2021 bis 20. Januar 2025             | Lloyd Austin            |
| Justizminister                                                                              | Merrick B. Garland      |        | Parteilos    | 11. März 2021 bis 20. Januar 2025               | Merrick Garland         |
| Innenministerin                                                                             | Deb Haaland             |        | D            | 16. März 2021 bis 20. Januar 2025               | Deb Haaland             |
| Landwirtschaftsminister                                                                     | Tom Vilsack             |        | D            | 24. Februar 2021 bis 20. Januar 2025            | Tom Vilsack             |
| Handelsministerin                                                                           | Gina Raimondo           |        | D            | 3. März 2021 bis 20. Januar 2025                | Gina Raimondo           |
| Arbeitsminister                                                                             | Marty Walsh             |        | D            | 23. März 2021 bis 11. März 2023                 | Marty Walsh             |
| Arbeitsminister                                                                             | Julie Su                |        | D            | kommissarisch 11. März 2023 bis 20. Januar 2025 | Julie Su                |
| Minister für Gesundheitspflege und Soziale Dienste                                          | Xavier Becerra          |        | D            | 19. März 2021 bis 20. Januar 2025               | Xavier Becerra          |
| Minister für Wohnungsbau und Stadtentwicklung                                               | Marcia Fudge            |        | D            | 10. März 2021 bis 22. März 2024                 | Marcia Fudge            |
| Verkehrsminister                                                                            | Pete Buttigieg          |        | D            | 3. Februar 2021 bis 20. Januar 2025             | Pete Buttigieg          |
| Energieministerin                                                                           | Jennifer Granholm       |        | D            | 25. Februar 2021 bis 20. Januar 2025            | Jennifer Granholm       |
| Bildungsminister                                                                            | Miguel Cardona          |        | D            | 2. März 2021 bis 20. Januar 2025                | Miguel Cardona          |
| Kriegsveteranenminister                                                                     | Denis McDonough         |        | D            | 9. Februar 2021 bis 20. Januar 2025             | Denis McDonough         |
| Minister für Innere Sicherheit                                                              | Alejandro Mayorkas      |        | D            | 2. Februar 2021 bis 20. Januar 2025             | Alejandro Mayorkas      |
| Weitere Positionen mit Kabinettsrang                                                        |                         |        |              |                                                 |                         |
| Stabschef des Weißen Hauses                                                                 | Ron Klain               |        | D            | 20. Januar 2021 bis 8. Februar 2023             | Ron Klain               |
| Stabschef des Weißen Hauses                                                                 | Jeffrey Zients          |        | D            | 8. Februar 2023 bis 20. Januar 2025             | Jeff Zients             |
| Vorsitzende/r des Council of Economic Advisers                                              | Cecilia Rouse           |        | D            | 2. März 2021 bis 31. März 2023                  |                         |
| Vorsitzende/r des Council of Economic Advisers                                              | Jared Bernstein         |        | D            | 10. Juli 2023 bis 20. Januar 2025               |                         |
| UNO-Botschafter der Vereinigten Staaten                                                     | Linda Thomas-Greenfield |        | D            | 24. Februar 2021 bis 20. Januar 2025            | Linda Thomas-Greenfield |
| Leiter der Environmental Protection Agency (EPA)                                            | Michael Regan           |        | D            | 11. März 2021 bis 31. Dezember 2024             | Michael Regan           |
| Direktor des Office of Management and Budget                                                | Shalanda Young          |        | D            | 15. März 2022 bis 20. Januar 2025               |                         |
| Handelsbeauftragte                                                                          | Katherine Tai           |        | D            | 18. März 2021 bis 20. Januar 2025               | Katherine Tai           |
| Direktorin der Geheimdienste                                                                | Avril Haines            |        | D            | 21. Januar 2021 bis 20. Januar 2025             | Avril Haines            |
| Direktor der Central Intelligence Agency                                                    | William Burns           |        | Parteilos    | 22. Juli 2023 bis 20. Januar 2025               | William Burns           |
| Leiterin der Mittelstandsbehörde                                                            | Isabel Guzman           |        | D            | 17. März 2021 bis 20. Januar 2025               | Isabel Casillas Guzman  |
| Wissenschaftsberater des Präsidenten und Leiter des Office of Science and Technology Policy | Eric Lander             |        | D            | 2. Juni 2021 bis 7. Februar 2022                | Eric Lander             |
| Wissenschaftsberater des Präsidenten und Leiter des Office of Science and Technology Policy | Arati Prabhakar         |        | D            | 3. Oktober 2022 bis 20. Januar 2025             | Arati Prabhakar         |

## Kommissarische Minister
| Ressort / Amt                                      | Amtsinhaber          | Zeitraum                                                        | Bild             |
| -------------------------------------------------- | -------------------- | --------------------------------------------------------------- | ---------------- |
| Außenminister                                      | Daniel Bennett Smith | 20. Januar 2021 bis 26. Januar 2021 (kommissarisch)             |                  |
| Finanzminister                                     | Andy Baukol          | 20. Januar 2021 bis 25. Januar 2021 (kommissarisch)             |                  |
| Verteidigungsminister                              | David Norquist       | 20. Januar 2021 bis 22. Januar 2021 (kommissarisch)             |                  |
| Justizminister                                     | Monty Wilkinson      | 20. Januar 2021 bis 11. März 2021 (kommissarisch)               |                  |
| Innenminister                                      | Scott de la Vega     | 20. Januar 2021 bis 16. März 2021 (kommissarisch)               | Scott de la Vega |
| Landwirtschaftsminister                            | Kevin Shea           | 20. Januar 2021 bis 24. Februar 2021 (kommissarisch)            |                  |
| Handelsministerin                                  | Wynn Coggins         | 20. Januar 2021 bis 3. März 2021                                |                  |
| Arbeitsminister                                    | Al Stewart           | 20. Januar 2021 bis 23. März 2021 (kommissarisch)               |                  |
| Arbeitsminister                                    | Julie Su             | 11. März 2023 bis 20. Januar 2025 (kommissarisch und nominiert) |                  |
| Minister für Gesundheitspflege und Soziale Dienste | Norris Cochran       | 20. Januar 2021 bis 19. März 2021 (kommissarisch)               |                  |
| Minister für Wohnungsbau und Stadtentwicklung      | Matt Ammon           | 20. Januar 2021 bis 10. März 2021 (kommissarisch)               |                  |
| Minister für Wohnungsbau und Stadtentwicklung      | Adrianne Todman      | 22. März 2024 bis 20. Januar 2025 (kommissarisch)               |                  |
| Verkehrsminister                                   | Lana Hurdle          | 20. Januar 2021 bis 3. Februar 2021 (kommissarisch)             |                  |
| Energieminister                                    | David Huizenga       | 20. Januar 2021 bis 25. Februar 2021 (kommissarisch)            |                  |
| Bildungsminister                                   | Phil Rosenfelt       | 20. Januar 2021 bis 2. März 2021 (kommissarisch)                |                  |
| Kriegsveteranenminister                            | Dat Tran             | 20. Januar 2021 bis 9. Februar 2021 (kommissarisch)             |                  |
| Minister für Innere Sicherheit                     | David Pekoske        | 20. Januar 2021 bis 2. Februar 2021 (kommissarisch)             |                  |
| Weitere Positionen mit Kabinettsrang               |                      |                                                                 |                  |
| UNO-Botschafter der Vereinigten Staaten            | Richard M. Mills Jr. | 20. Januar 2021 bis 24. Februar 2021 (kommissarisch)            |                  |
| Leiter der Environmental Protection Agency (EPA)   | Jane Nishida         | 20. Januar 2021 bis 11. März 2021 (kommissarisch)               |                  |
| Leiter der Environmental Protection Agency (EPA)   | Jane Nishida         | 1. Januar 2025 bis 20. Januar 2025 (kommissarisch)              |                  |
| Direktor des Office of Management and Budget       | Rob Fairweather      | 20. Januar 2021 bis 24. März 2021 (kommissarisch)               |                  |
| Direktor des Office of Management and Budget       | Shalanda Young       | 24. März 2021 bis 15. März 2022 (kommissarisch)                 |                  |
| Handelsbeauftragte                                 | Maria Pagan          | 20. Januar 2021 bis 18. März 2021 (kommissarisch)               |                  |
| Direktorin der Geheimdienste                       | Lora Shiao           | 20. Januar 2021 bis 21. Januar 2021 (kommissarisch)             |                  |
| Leiterin der Mittelstandsbehörde                   | Tami Perriello       | 20. Januar 2021 bis 17. März 2021 (kommissarisch)               |                  |
| Leiter des Office of Science and Technology Policy | Kei Koizumi          | 20. Januar 2021 bis 2. Juni 2021 (kommissarisch)                |                  |
| Leiter des Office of Science and Technology Policy | Alondra Nelson       | seit 18. Februar 2022 (kommissarisch)                           |                  |
| Wissenschaftsberater des Präsidenten               | Kei Koizumi          | 20. Januar 2021 bis 2. Juni 2021 (kommissarisch)                |                  |
| Wissenschaftsberater des Präsidenten               | Francis Collins      | 18. Februar 2022 bis 3. Oktober 2022 (kommissarisch)            |                  |
| Wissenschaftsberater des Präsidenten               | Arati Prabhakar      | 24. Juni 2022 bis 3. Oktober 2022                               |                  |

## Nominierungs- und Bestätigungsprozess
Präsident Joe Biden reichte am Tag seiner Amtseinführung alle Kabinettsmitglieder zur Bestätigung beim US-Senat ein. Aufgrund der Abstimmungen zwischen Demokraten und Republikanern wegen der Stimmengleichheit im Senat und dem zweiten Amtsenthebungsverfahren gegen Donald Trump dauerte der Bestätigungsprozess länger als bei vielen früheren Regierungen.
Bis zum 23. März 2021 wurden alle Ministerposten bestätigt. Bei seinen unmittelbaren Vorgängern Trump (27. April) und Obama (28. April) dauerte dies länger.
Am 28. Mai 2021 waren alle Kabinettspositionen bis auf eine bestätigt. Bei seinem Vorgänger Donald Trump war das gesamte Kabinett am 11. Mai und bei Barack Obama bereits am 28. April vollständig bestätigt.
Am 2. März 2021 zog Präsident Biden die Nominierung von Neera Tanden zur Führung des Office of Management and Budget wegen Differenzen zu ihrer Person bzw. früheren kontroversen Aussagen Tandens zurück.

## Regierungsumbildung
Im Februar 2023 bestätigte Marty Walsh die bereits seit Tagen kursierenden Gerüchte, wonach er im März 2023 von seinem Amt als Arbeitsminister zurücktreten wird. Er wird nach seinem Rücktritt die Funktion des Präsidenten der National Hockey League Players’ Association, die Gewerkschaft der nordamerikanischen National Hockey League, übernehmen. Walsh war somit der erste Minister der Biden-Regierung, der aus der Bundesregierung ausschied. Als Nachfolger wurden mehrere Namen genannt. Der Congressional Asian Pacific American Caucus (APAC), die Vereinigung der asiatischstämmigen demokratischen Kongressabgeordneten, präferierteen Julie Su, die Vize-Arbeitsministerin und Walsh’ Stellvertreterin. Eine Gruppe um US-Senator Bernie Sanders wollten den ehemaligen Abgeordneten aus Michigan und Gewerkschafter Andy Levin. Die ehemalige Sprecherin des Repräsentantenhauses, Nancy Pelosi, sprach sich für den ehemaligen New Yorker Kongressabgeordneten und Vorsitzenden des Democratic Congressional Campaign Committee, Sean Patrick Maloney, als nächsten Arbeitsminister aus.
Am 28. Februar 2023 teilte das Weiße Haus mit, der Empfehlung des APAC folgen zu wollen und Julie Su zur neuen Arbeitsministerin zu ernennen. Die Ernennung kam aber nicht durch den Senat, so dass Su das Amt bis zum Ende der Regierungsperiode der Form nach kommissarisch führte.
Im Juli 2023 erhob Biden den Posten des CIA-Direktors zum Kabinettsrang. Dies war bereits unter Bidens Vorgänger Donald Trump der Fall gewesen.